# 가미타키촌
가미타키촌(上瀑村)은 지바현 이스미군에 일찍이 존재했던 촌이다.

## 지리
- 현재의 오타키정 북동부에 해당한다.
- 마을은 이스미강 북쪽 기슭에 위치해 있다.
- 마을은 보소 구릉에 위치하여 산이 많은 지형이다.

## 역사
- 1889년 4월 1일 - 정촌제 시행에 수반해 이스미군 가미타키촌이 성립하였다.
- 1954년 10월 5일 - 구 오타키정, 후사모토정, 니시하타촌, 오이카와촌과 합병해 현재의 오타키정이 성립해 가미타키촌은 폐지되었다.

## 인구
| 1891년 | 2,361 |
| 1917년 | 2,674 |
| 1954년 | 2,675 |

## 행정
현직자명, 의회 의원수는 1954년10월 5일 당시의 것이다.
- 촌장 : 시오타 시게루야
- 조역 : 노구치 노리노리오
- 수입역 : 미즈노 신
- 의원 수 : 12명

## 참고문헌
- 大多喜町史編さん委員会編『大多喜町史』、大多喜町、1991年
- 角川日本地名大辞典編纂委員会『가도카와 일본 지명 대사전 12 千葉県』、가도카와 쇼텐、1984年 ISBN 4-04-001120-1
- 『大多喜町行政のあゆみ』　発行日 : 2004年9月、発行 : 千葉県大多喜町、編集 : 大多喜町総務課、制作 : 株式会社ぎょうせい